# Knight Rocks
Die Knight Rocks (englisch für Ritterfelsen, in Argentinien gleichbedeutend Rocas Caballero) sind eine Gruppe kleiner Klippenfelsen im Archipel der Südlichen Shetlandinseln. Sie liegen 7 km westnordwestlich des südlichen Endes von Snow Island in der Boyd Strait.
Commander Frank William Hunt (* 1922) von der hydrographischen Einheit der Royal Navy nahm in den Jahren zwischen 1951 und 1952 Vermessungen der Felsen vor. Das UK Antarctic Place-Names Committee benannte sie 1954 in Anlehnung an die Benennung des benachbarten Castle Rock (englisch für Burgfelsen).